# Porella tumida
Porella tumida är en mossdjursart som beskrevs av Arnold Girard Kluge 1955. Porella tumida ingår i släktet Porella och familjen Bryocryptellidae. Inga underarter finns listade i Catalogue of Life.